# Ерменков, Евгений
Евгений Петков Ерменков (болг. Евгени Петков Ерменков; 29 сентября 1949, София) — болгарский шахматист, гроссмейстер (1977).
Чемпион страны среди юношей (1967). Лучшие результаты в чемпионатах Болгарии: 1973 — 1-е;
1975 — 1-3-е; 1976 — 1-е; 1977 — 3-е; 1979 и 1984 — 1-2-е места. В зональном турнире ФИДЕ (1985) — 4-6-е место (выиграл дополнительный матч-турни трёх шахматистов за выход в межзональный турнир). Межзональный турнир (1985) — 14-15-е место. Участник 5-и олимпиад в составе команды Болгарии (1978—1992) и 3-х (2004—2008) в составе команды Палестинской национальной администрации.
Лучшие результаты в международных соревнованиях: Варна (1973, 1974, 1985 и 1986) — 1-е, 1-3-е, 1-е и 1-2-е; Врнячка-Баня (1977 и 1979) — 2-3-е и 2-е; Пампорово (1977 и 1982) — 2-е и 2-5-е; Албена (1977 и 1979) — 1-3-е и 1-е: Пловдив (1978) — 1-2-е; Титово-Ужице (1978) — 4-е; Стара-Загора (1979) — 2-3-е; Смедеревска-Паланка (1979 и 1981) — 3-4-е и 2-4-е; Прокупле (1987) — 5-е места.

## Изменения рейтинга
| Графики недоступны из-за технических проблем. См. информацию на Фабрикаторе и на mediawiki.org. |